# Luis Horna
Luis Horna (Lima, 14 settembre 1980) è un ex tennista peruviano, vincitore del torneo di doppio al Roland Garros nel 2008 e semifinalista, sempre di doppio, della Tennis Masters Cup 2008 insieme all'uruguaiano Pablo Cuevas.

## Carriera

### Junior
Ha ottenuto grandi risultati a livello giovanile, raggiungendo la top-5 sia in singolare che nel doppio. Gioca la finale del Trofeo Bonfiglio 1997, al Roland Garros dello stesso anno vince il torneo di doppio e fa finale in singolare mentre vince il secondo Slam in doppio a Wimbledon.

### Professionista
Horna divenne professionista nel 1998 e in stagione conquistò quattro Futures, nel 1999 gioca la finale del Challenger di Ascaffenburg.
Nel 2000 raggiunge le finali a Salinas e di nuovo ad Aschaffenburg. 
Nel 2001 vinse il suo primo International Series a Umago, sconfiggendo Martin Damm.
Il 2002 fu l'anno della consacrazione: grazie alle vittorie nei Challenger di Zagabria, Fürth e Weiden divenne il primo peruviano ad entrare nella Top 100 del ranking ATP.
Nel 2003 debuttò nei Grande Slam e all'Roland Garros riuscì nel impresa di superare l'allora numero 5 del raking Roger Federer al primo turno, perdendo poi il secondo turno contro Martin Verkerk che giunse in finale. Nell'anno vince il Challenger di Siviglia.
Nel 2004 stabilì il suo nuovo best raking, la 33ª posizione, raggiunta con la vittoria del Challenger di Bermuda e la conquista di altri buoni risultati.
Nel 2005 si distinse soprattutto nel doppio, dove vinse insieme all'argentino Martín García il Torneo di Amersfoort. Riuscì ad arrivare al terzo turno al Roland Garros.
Nel 2006 conquistò il terzo turno dell'Australian Open e vinse a Palermo il suo secondo titolo di doppio ancora con Martín García.
Nel 2007 si aggiudicò il Torneo di Viňa Del Mar, in Cile.
Nel 2008 giunse l'inaspettata vittoria del Roland Garros nel doppio con l'uruguaiano Pablo Cuevas, prima coppia di sudamericani a vincere un Grande Slam.

## Caratteristiche tecniche
Horna utilizza la mano destra, il suo colpo migliore è il dritto. Gioca il rovescio ad una mano e la sua superficie preferita è la terra battuta.

## Statistiche

### Singolare

#### Vittorie (2)
| Legenda                   |
| Grande Slam (0)           |
| ATP World Tour Finals (0) |
| ATP Masters 1000 (0)      |
| ATP World Tour 500 (1)    |
| ATP World Tour 250 (1)    |

| N  | Data            | Torneo                            | Superficie  | Avversario in finale | Punteggio   |
| 1. | 5 marzo 2006    | Abierto Mexicano Telcel, Acapulco | Terra rossa | Juan Ignacio Chela   | 7–6(5), 6–4 |
| 2. | 4 febbraio 2007 | Movistar Open, Viña del Mar       | Terra rossa | Nicolás Massú        | 7–5, 6–3    |

#### Finali perse (1)
| N  | Data           | Torneo                        | Superficie | Avversario in finale | Punteggio |
| 1. | 29 agosto 2004 | Pilot Pen Tennis, Long Island | Cemento    | Lleyton Hewitt       | 6–3, 6–1  |

### Doppio

#### Vittorie (6)
| Legenda                   |
| Grande Slam (1)           |
| ATP World Tour Finals (0) |
| ATP Masters 1000 (0)      |
| ATP World Tour 500 (1)    |
| ATP World Tour 250 (4)    |

| N  | Data             | Torneo                                        | Superficie  | Compagno        | Avversari in finale                  | Punteggio           |
| 1. | 24 luglio 2005   | Dutch Open, Amersfoort                        | Terra rossa | Martín García   | Fernando González Nicolás Massú      | 6–4, 6–4            |
| 2. | 1º ottobre 2006  | Campionati Internazionali di Sicilia, Palermo | Terra rossa | Martín García   | Mariusz Fyrstenberg Marcin Matkowski | 7–6(1), 7–6(2)      |
| 3. | 29 luglio 2007   | Austrian Open, Kitzbühel                      | Terra rossa | Potito Starace  | Tomas Behrend Christopher Kas        | 7–6(4), 7–6(5)      |
| 4. | 13 gennaio 2008  | Heineken Open, Auckland                       | Cemento     | Juan Mónaco     | Xavier Malisse Jürgen Melzer         | 6–4, 3–6, [10–7]    |
| 5. | 24 febbraio 2008 | ATP Buenos Aires, Buenos Aires                | Terra rossa | Agustín Calleri | Werner Eschauer Peter Luczak         | 6–0, 6(6)–7, [10–2] |
| 6. | 7 giugno 2008    | Open di Francia, Parigi                       | Terra rossa | Pablo Cuevas    | Daniel Nestor Nenad Zimonjić         | 6–2, 6–3            |

#### Finali perse (5)
| N  | Data              | Torneo                                       | Superficie  | Compagno        | Avversari in finale                  | Punteggio              |
| 1. | 18 luglio 2004    | Dutch Open, Amersfoort                       | Terra rossa | José Acasuso    | Jaroslav Levinský David Škoch        | 6–0, 2–6, 7–5          |
| 2. | 10 aprile 2005    | Grand Prix Hassan II, Casablanca             | Terra rossa | Martín García   | František Čermák Leoš Friedl         | 6–4, 6–3               |
| 3. | 24 aprile 2005    | U.S. Men's Clay Court Championships, Houston | Terra rossa | Martín García   | Daniel Nestor Mark Knowles           | 6–3, 6–4               |
| 4. | 17 settembre 2006 | BCR Open Romania, Bucarest                   | Terra rossa | Martín García   | Mariusz Fyrstenberg Marcin Matkowski | 6(5)–7, 7–6(5), [10–8] |
| 5. | 2 marzo 2008      | Abierto Mexicano Telcel, Acapulco            | Terra rossa | Agustín Calleri | Oliver Marach Michal Mertiňák        | 6–2, 6(3)–7, [10–7]    |